# Les Cahiers du chemin
Les Cahiers du chemin est une revue des éditions Gallimard fondée et dirigée par Georges Lambrichs en 1967. La revue s’est arrêtée en 1977 à son trentième numéro.

## Poétique duChemin
Cette revue vient accompagner la collection « Le Chemin », dirigée par Georges Lambrichs, qui évoque une « collection-revue ». On peut dire que Georges Lambrichs a toujours privilégié la recherche sur la tactique, inversement à ce que Henri Meschonnic signalait à propos de Tel Quel, revue contemporaine des Cahiers du chemin : « Privilège de la tactique sur la recherche ». De ce point de vue, il faut réhabiliter une revue qui a fait sa place à de grands singuliers qui tous ne voulaient pas que la littérature enferme au moment même où l'avant-gardisme se trouve justifié par le structuralisme allié au marxisme et au lacanisme quand ce ne sera pas au maoïsme… Aussi, cette revue a-t-elle permis à de nombreux auteurs depuis lors confirmés de faire leurs premiers pas en toute liberté et surtout d'être accompagnés et de tisser des liens à l'occasion des « déjeuners du Chemin » qu'organisaient Georges Lambrichs et sa femme Gilberte le mercredi.
Ce sont donc trente numéros à raison de trois par an qui se présentent successivement pour les quinze premiers numéros dans un petit format (18,5 × 9,5) d’octobre 1967 à avril 1972 puis, pour des raisons commerciales (visibilité en librairie), dans un format carré plus grand ensuite. La revue a peu varié ses dispositifs éditoriaux si l’on excepte la rubrique « Les hommes de parole » présente dans les trois premiers numéros, qui disparaît pour laisser place à partir du no 10 à la rubrique critique « Autrement dit » avec des notes de lecture souvent longues. Pour les vingt numéros suivants, l'organisation de la revue est fondée sur deux sections : d'abord des textes, ensuite des critiques. Ce dispositif reprend au fond celui de la NRF si ce n’est celui de toute bonne revue littéraire associant écritures nouvelles et lectures à vif. L'attention au langage, toujours décisive, n’y épouse pas les modes de l’époque et la critique littéraire refuse de se soumettre à des principes supérieurs autres que ceux de l’expérience personnelle, souvent engagée dans l’amitié et la relation avec les grands auteurs modernes (Jean Paulhan) et de grands auteurs antiques (tel Catulle, que fait résonner Jude Stéfan dans le no 10 de la revue).
Voici une liste, non exhaustive, des auteurs de la revue : Jean-Marie Gustave Le Clézio, Michel Butor, Georges Perros, Jude Stéfan, Gérard Macé, Michel Deguy, Jean Roudaut, Jacques Borel, Jean-Loup Trassard, Ludovic Janvier, Henri Meschonnic, Michel Chaillou, Pierre Pachet, Pierre Lepère, Jacques Réda, Pierre Guyotat, Marianne Alphant, François Aubral, Jérôme Prieur, Gilles Quinsat, Henri Raczymow, Michel Sicard.